# Csillám
Csillám egy ásvány csoport, amelynek a fő alkotóeleme az alumínium-szilikát és valamilyen más fém. A csillám könnyen hasítható vékony, fényes lemezekre, és különféle kőzetekben megtalálható ásvány, mint például a gneisz és a gránit. A nemzetközi neve „Mica” és gyakran szerepel az elektromos szigetelőrendszer márkák és szépségápolási termékek neveiben.

## Előfordulása és kitermelése
A csillám széles körben, magmás, metamorf és üledékes kőzetekben fordul elő. A különféle alkalmazásokhoz használt nagy csillámkristályokat gránit pegmatitokból bányásszák.
A törmelékes és a pelyhes csillámot az egész világon előállítják. 2010-ben a legnagyobb termelők: Oroszország (100 000 tonna), Finnország (68 000 tonna), Egyesült Államok (53 000 tonna), Dél-Korea (50 000 tonna), Franciaország (20 000 tonna) és Kanada (15 000 tonna). A teljes globális termelés 350 000 tonna volt, bár Kínára vonatkozóan nem álltak rendelkezésre megbízható adatok. A legtöbb csillámlemezt Indiában (3500 t) és Oroszországban (1500 t) állították elő.

## Felhasználása
A csillám jó szigetelő és nagyon magas hőmérsékletet kibír. Gyakran használják elektromos fűtőberendezésekkel, keretként/vázként tekercsnek vagy fűtőhuzalnak, mint például az elektromos kenyérpirító.
További jó tulajdonságai a nagy elektromos átütési feszültség és az alacsony dielektromos veszteség magas frekvencián. Emiatt csillámot használnak elválasztóként (dielektrikum) a kondenzátorokban.
A muszkovit szintén üvegszerű átlátszó tulajdonsággal rendelkezik, ezért magas olvadáspontjával alkalmas sütők és tűzhelyek ajtajainak/ablakainak, ahol ellenáll a magas hőmérsékletnek.
A csillámot elektromos szigetelőként használják nagyfeszültségű gépekben, például generátorokban és motorokban.
A csillámot, például a muszkovitot a múltban mint „napkő” is használták a tengeren való navigáláshoz. Jelentős kettőstörése miatt egy napsugarat két sugárra osztja, és ez azt jelenti, hogy csak egy irány van a kristályon, amely két azonos erősségű sugarat ad. Ha a kristályon keresztül a nap felé nézünk, amikor az látható, és megjelöljük a kristályon ezt az irányt, akkor az a jel nap felé mutat amikor a két sugár ugyanolyan erősségű, még akkor is, ha az ég szinte teljesen borult. A kísérlet kimutatta, hogy a hibahatár legfeljebb 5 fok.

## Változatai
- Csillámpala mezometamorf kőzet amelyben a csillámok mennyisége meghaladja az 50%-ot
- Muszkovit (más néven csillámkő) egy kálium-alumínium hidroszilikát, azaz kálium- és alumíniumtartalmú szilikátásvány. Kristályai laposak, lemezesek vagy pikkelyesek  és főleg gneisz vagy gránit közetekben beágyazva találhatók. Kémiai képlete: KAl2(AlSi3O10)(OH)2
- Biotit (más néven macska-arany). Kémiai képlete: K(Mg,Fe)3(AlSi3O10)(OH,F)2
- Flogopit Kémiai képlete: KAl2Si3AlO10(OH)2

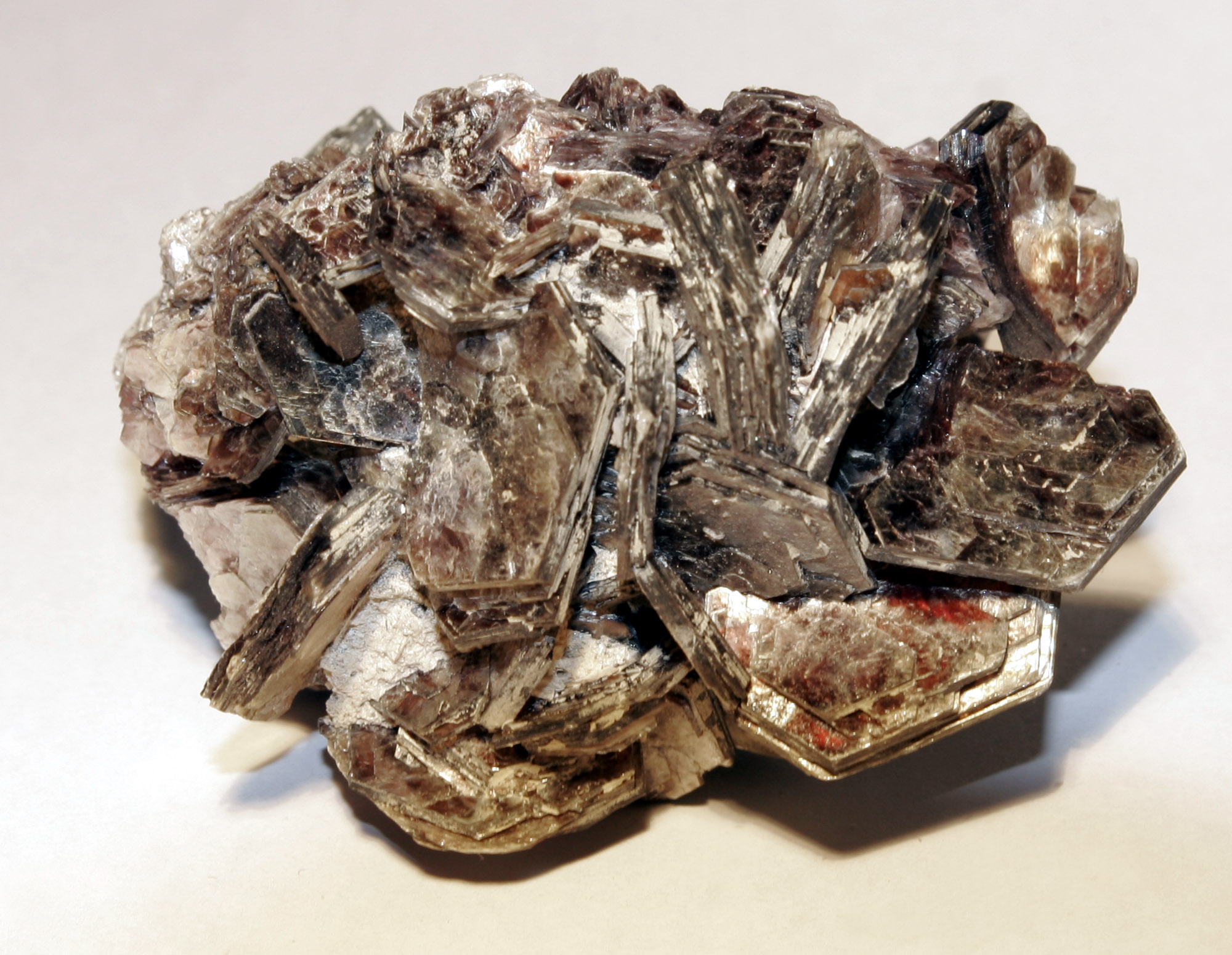
Csillám
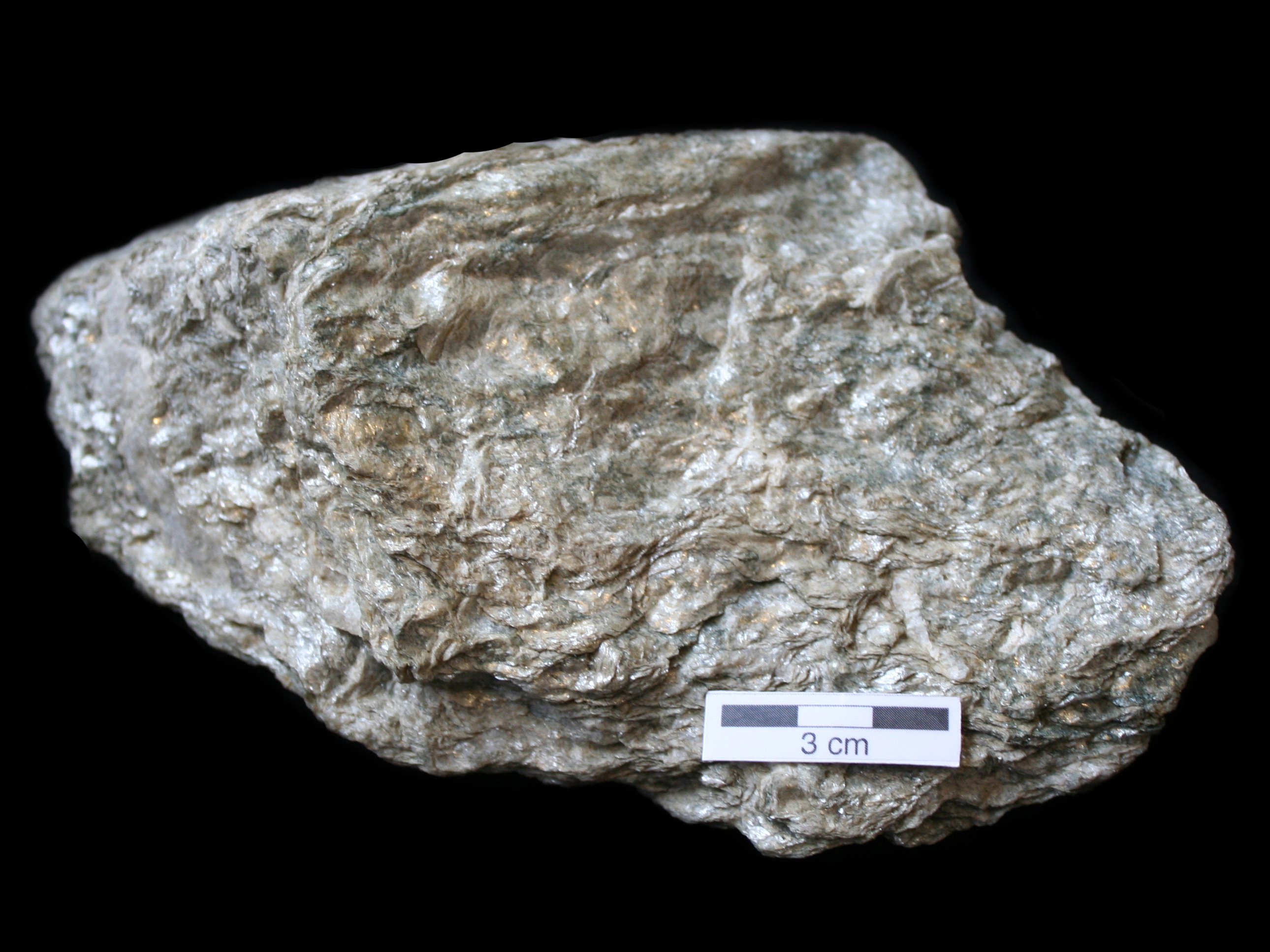
Csillámpala
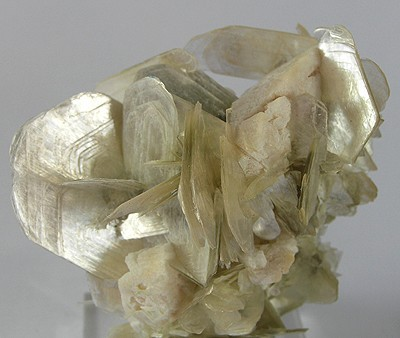
Muszkovit
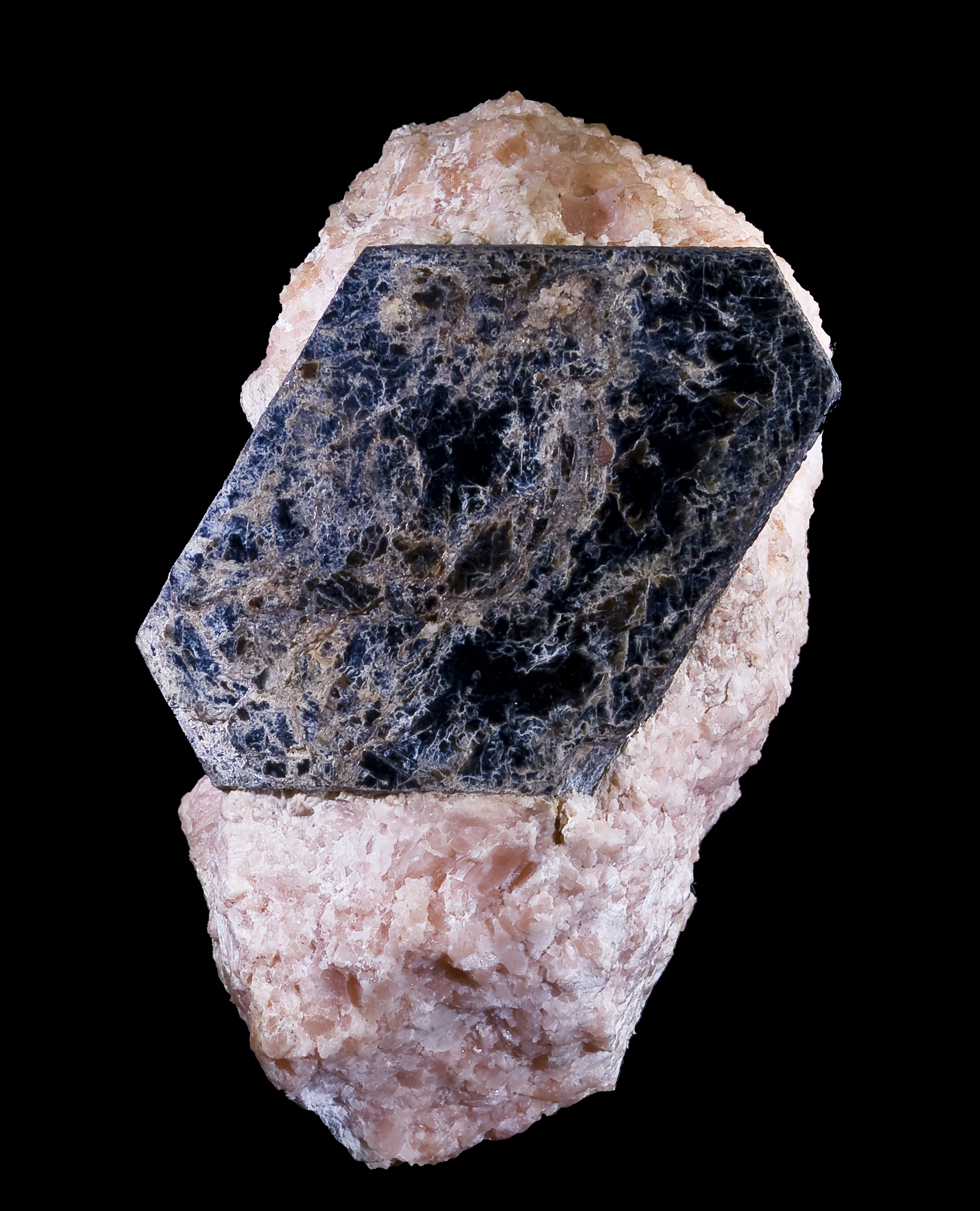
Biotit
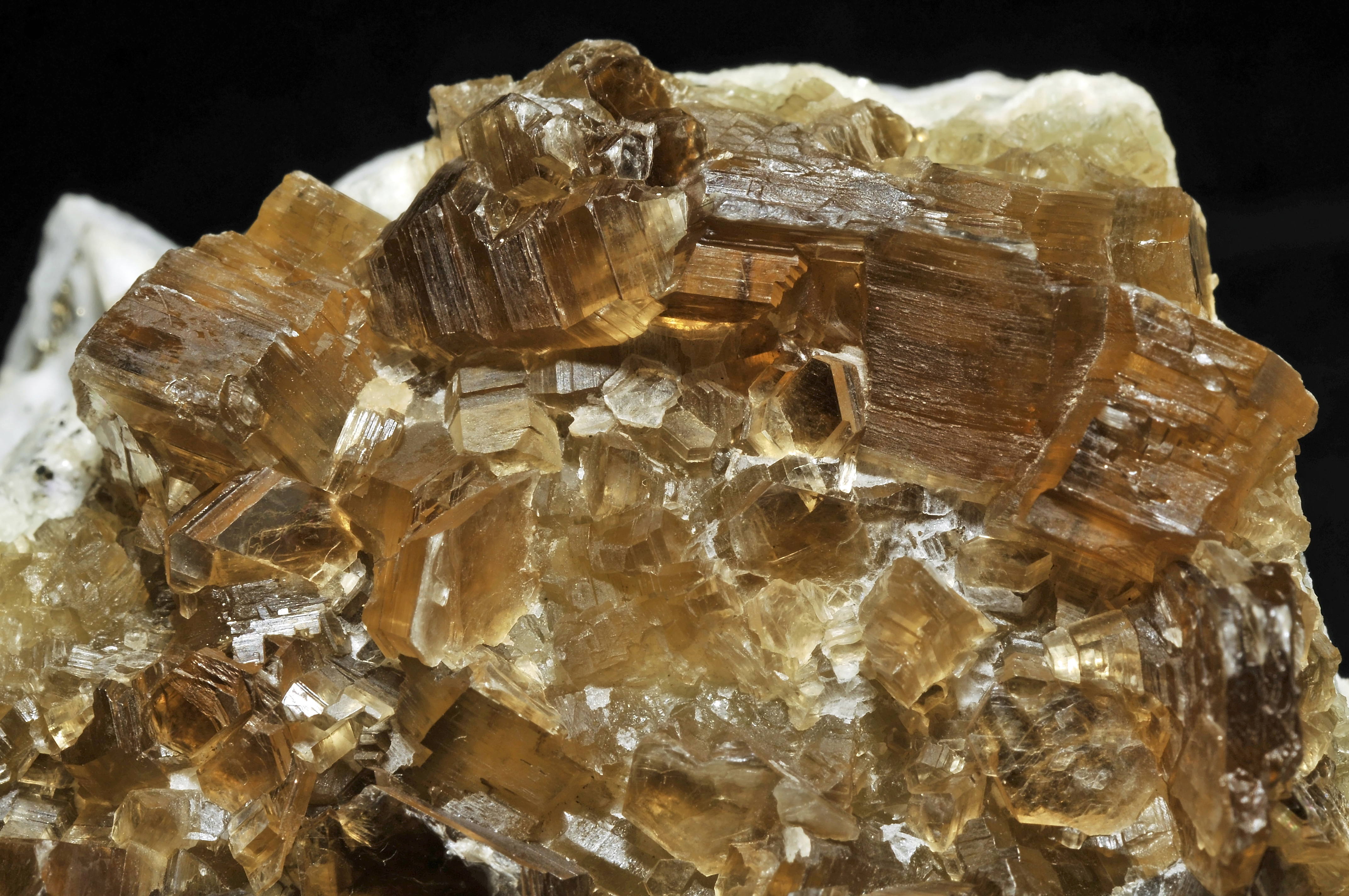
Flogopit